# Dactylodenia vollmannii
Dactylodenia vollmannii là một loài thực vật có hoa trong họ Lan. Loài này được (M.Schulze) Peitz mô tả khoa học đầu tiên năm 1972.